# Porcarizas
Porcarizas es una localidad perteneciente al municipio de Villafranca del Bierzo, en la comarca de El Bierzo, provincia de León, comunidad autónoma de Castilla y León, España. Se encuentra situado en la subcomarca tradicional de La Somoza Berciana